# Pokeno
Pokeno Új-Zéland egyik városa. Az Északi-szigeten helyezkedik el Waikato régióban, azon belül is Waikato kerületben. Az 1782  fős város 53 kilométerre fekszik Aucklandtől délkeletre, és 9 kilométerre található Tuakau városától. Az 1-es főút nyomvonala korábban áthaladt a városon, de 1992 óta elkerülő út vezet el a város mellett.
Pokeno fontos szerepet töltött be az új-zélandi háborúk során a 19. században, mivel itt helyezkedett el a Queen's Redoubt, gyarmati katonai főhadiszállás. A főhadiszállás fontos erődítmény volt a Great South Road mentén, melyet George Edward Grey kormányzó építtetett azzal a céllal, hogy megoldja a csapatok szállítását a Waikato megszállásához.

## Fordítás
Ez a szócikk részben vagy egészben  a   Pokeno című angol Wikipédia-szócikk ezen változatának fordításán alapul.  Az eredeti cikk szerkesztőit annak laptörténete sorolja fel. Ez a jelzés csupán a megfogalmazás eredetét és a szerzői jogokat jelzi, nem szolgál a cikkben szereplő információk forrásmegjelöléseként.